# Kirchenprovinz Udine
Die Kirchenprovinz Udine ist eine der vier Kirchenprovinzen der Kirchenregion Triveneto der römisch-katholischen Kirche in Italien. 

## Geografie
Das Kirchenprovinz umfasst die Stadt Udine und einen Teil der ehemaligen Provinz Udine, einschließlich Karnien und Friaul und der Stadt Sappada in der Provinz Belluno.

## Gliederung
Folgende Bistümer gehören zur Kirchenprovinz:
- Metropolitanbistum: Erzbistum Udine